# Grupo de Regatas Gragoatá
O Grupo de Regatas Gragoatá é um clube de remo brasileiro. Foi fundado em 5 de fevereiro de 1895, e tem sede no bairro de mesmo nome, na cidade fluminense de Niterói.
O  Grupo de Regatas Gragoatá assim como o Clube de Regatas Icaraí tiveram importante papel social na cidade de Niterói após os conflitos da Revolta da Armada.
Foi o 1° campeão de remo do Brasil, ao conquistar o título estadual de 1898.

## Títulos
| Estaduais                        | Estaduais | Estaduais               | Estaduais |
| Competição                       | Títulos   | Temporadas              |           |
| -------------------------------- | --------- | ----------------------- | --------- |
| Campeonato Fluminense de Futebol | 1         | 1927                    |           |
| Campeonato Carioca de Remo       | 4         | 1898, 1900, 1904 e 1908 |           |